# Cortés megye
Cortés Honduras legnagyobb népességű megyéje. Az 1893-ban, főként a növekvő banánkivitel miatt létrehozott megye az ország északnyugati részén terül el. Székhelye San Pedro Sula.

## Földrajz
Az ország északnyugati részén elterülő megye északnyugaton Guatemalával, északon az Atlanti-óceánnal, északkeleten Atlántida, keleten Yoro, délen Comayagua, nyugaton pedig Santa Bárbara megyével határos. Comayagua és Santa Bárbara megyékkel alkotott hármashatárán található az ország legnagyobb tava, a Yojoa-tó.

## Népesség
Ahogy egész Hondurasban, a népesség növekedése Cortés megyében is gyors. A változásokat szemlélteti az alábbi táblázat:
| Év             | Lakosság  |
| -------------- | --------- |
| 1988           | 688 225   |
| 2001           | 1 202 510 |
| 2010 (becsült) | 1 570 803 |

## Turizmus, látnivalók

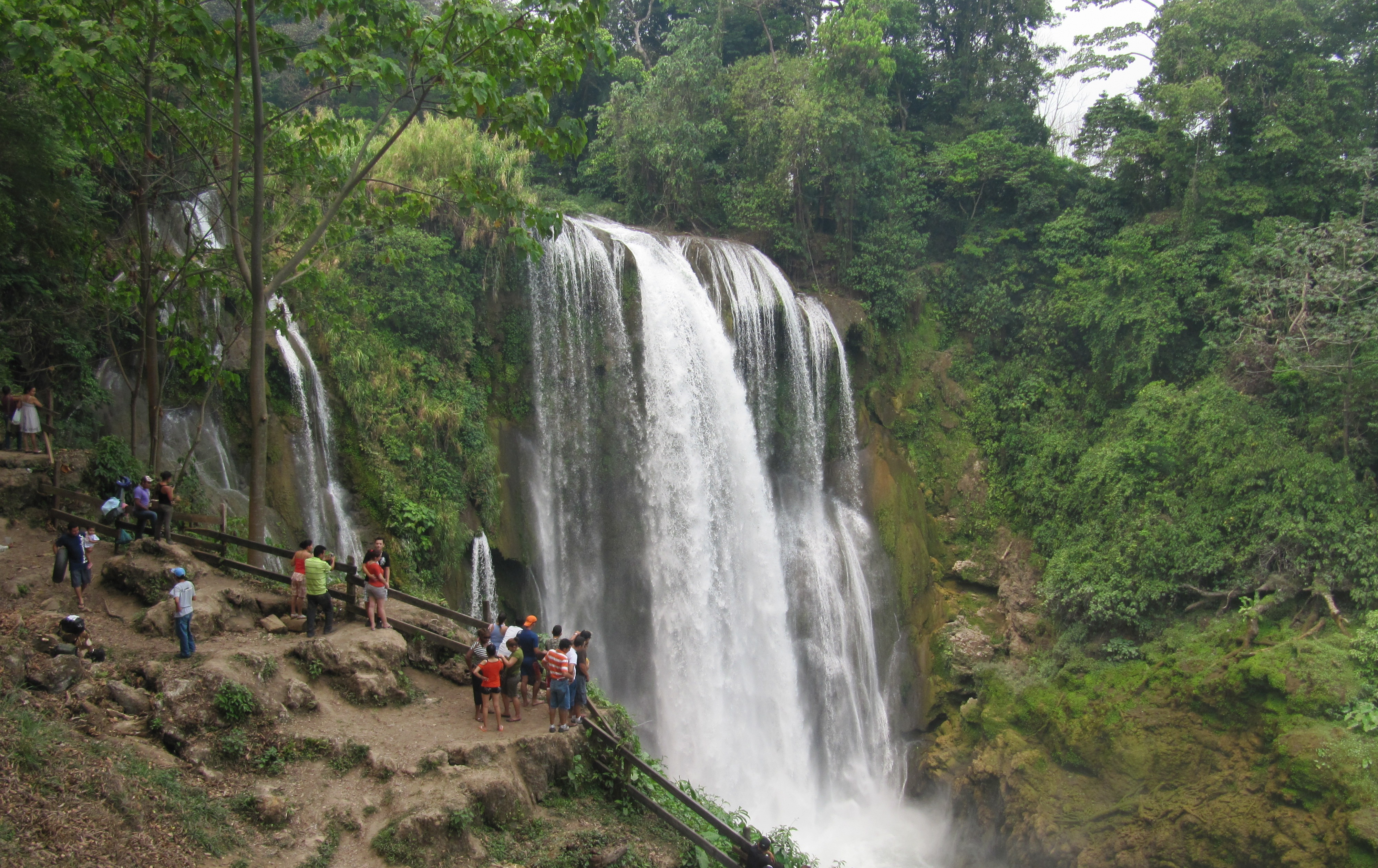
A Pulhapanzak-vízesés

A megye egyik leghíresebb látnivalója a 45 méter magas Pulhapanzak-vízesés.